# Теорема Карно про перпендикуляри

Теорема Карно про перпендикуляри до сторін трикутника:
синя площа = червона площа

Теорема Карно (названа в честь Лазара Карно) описує необхідну і достатню умову для того, щоб три прямі, перпендикулярні до сторін трикутника (або їх продовжень), перетиналися в одній точці. Теорему також можна розглядати як узагальнення теореми Піфагора.

## Теорема
Для трикутника {\displaystyle \triangle ABC} зі сторонами {\displaystyle a,b,c} розглянемо три прямі, які перпендикулярні до сторін трикутника і перетинаються в спільній точці {\displaystyle F}. Якщо {\displaystyle P_{a},P_{b},P_{c}} є точками перетину зазначених трьох прямих зі сторонами {\displaystyle a,b,c} трикутника відповідно, то виконується таке рівняння:
{\displaystyle |AP_{c}|^{2}+|BP_{a}|^{2}+|CP_{b}|^{2}=|BP_{c}|^{2}+|CP_{a}|^{2}+|AP_{b}|^{2}.}
Істинним є і обернене твердження, тобто якщо зазначене рівняння виконується для точок перетину трьох прямих, перпендикулярних сторонам, та трьох сторін трикутника, то прямі перетинаються в одній точці. Отже, рівняння вказує на необхідну і достатню умову.

## Особливі випадки
Якщо трикутник {\displaystyle \triangle ABC} має прямий кут в точці {\displaystyle C} і точка перетину {\displaystyle F} збігається з будь-якою з точок {\displaystyle A} або {\displaystyle B}, то рівняння, зазначене вище, дає теорему Піфагора. Наприклад, якщо {\displaystyle F} збігається з {\displaystyle A} тоді {\displaystyle |AP_{b}|=0}, {\displaystyle |AP_{c}|=0}, {\displaystyle |CP_{a}|=0}, {\displaystyle |CP_{b}|=b}, {\displaystyle |BP_{a}|=a} і {\displaystyle |BP_{c}|=c} . Отже, наведене вище рівняння перетворюється на теорему Піфагора {\displaystyle a^{2}+b^{2}=c^{2}}.
Іншим наслідком теореми Карно про перпендикуляри є властивість перпендикулярних бісектрис трикутника перетинатися в спільній точці. У разі перпендикулярних бісектрис маємо, що {\displaystyle |AP_{c}|=|BP_{c}|}, {\displaystyle |BP_{a}|=|CP_{a}|} і {\displaystyle |CP_{b}|=|AP_{b}|} і, отже, виконується наведене вище рівняння, а це означає, що всі три перпендикуляри перетинаються в одній точці.